# № 2 (шхуна, 1795)
№ 2 — парусная гребная шхуна Черноморского флота Российской империи.

## Описание судна
Одна из двух номерных парусных гребных шхун, построенных для Черноморского флота. Длина шхуны составляла 23,8 метра, ширина — 7,3 метра, а осадка по сведениям из различных источников от 2,9 до 3 метров. На шхуне были установлены гафельные паруса, а её артиллерийское вооружение состояло из восьми пушек.

## История службы
Шхуна № 2 была заложена на стапеле Севастопольского адмиралтейства 3 (14) июня 1794 года, была спущена на воду 19 (30) ноября 1795 года, а в 1797 году вошла в состав гребной флотилии.
В 1798 и 1799 годах совершала плавания между Севастополем и Николаевом. В 1800 году доставляла почту между Севастополем и Константинополем. 
В 1801 и 1802 годах несла брандвахтенный пост в Одессе. В 1810 году шхуна № 2 была разобрана.

## Командиры шхуны
Командирами парусной шхуны № 2 в составе Российского императорского флота в разное время служили:
- Г. В. Машин (с 1798 года до августа 1799 года);
- М. Н. Кумани (с августа 1799 года по 1800 год);
- В. А. Рябинин (1801 год);
- Ф. Х. Папафило (1802 год).